# 海雲台
座標: 北緯35度9分31.2秒 東経129度9分36.4秒 / 北緯35.158667度 東経129.160111度
海雲台（ヘウンデ）は、韓国釜山広域市海雲台区の地名。とくに、1.5キロメートルにわたって砂浜が続く海雲台海水浴場や、海雲台温泉のある海岸一帯を指す。
海岸沿いにはホテルや飲食店が立ち並ぶ。高級ホテルや外国人専用のカジノ、免税店もあり、釜山を代表するリゾート地として知られる。

## 概要

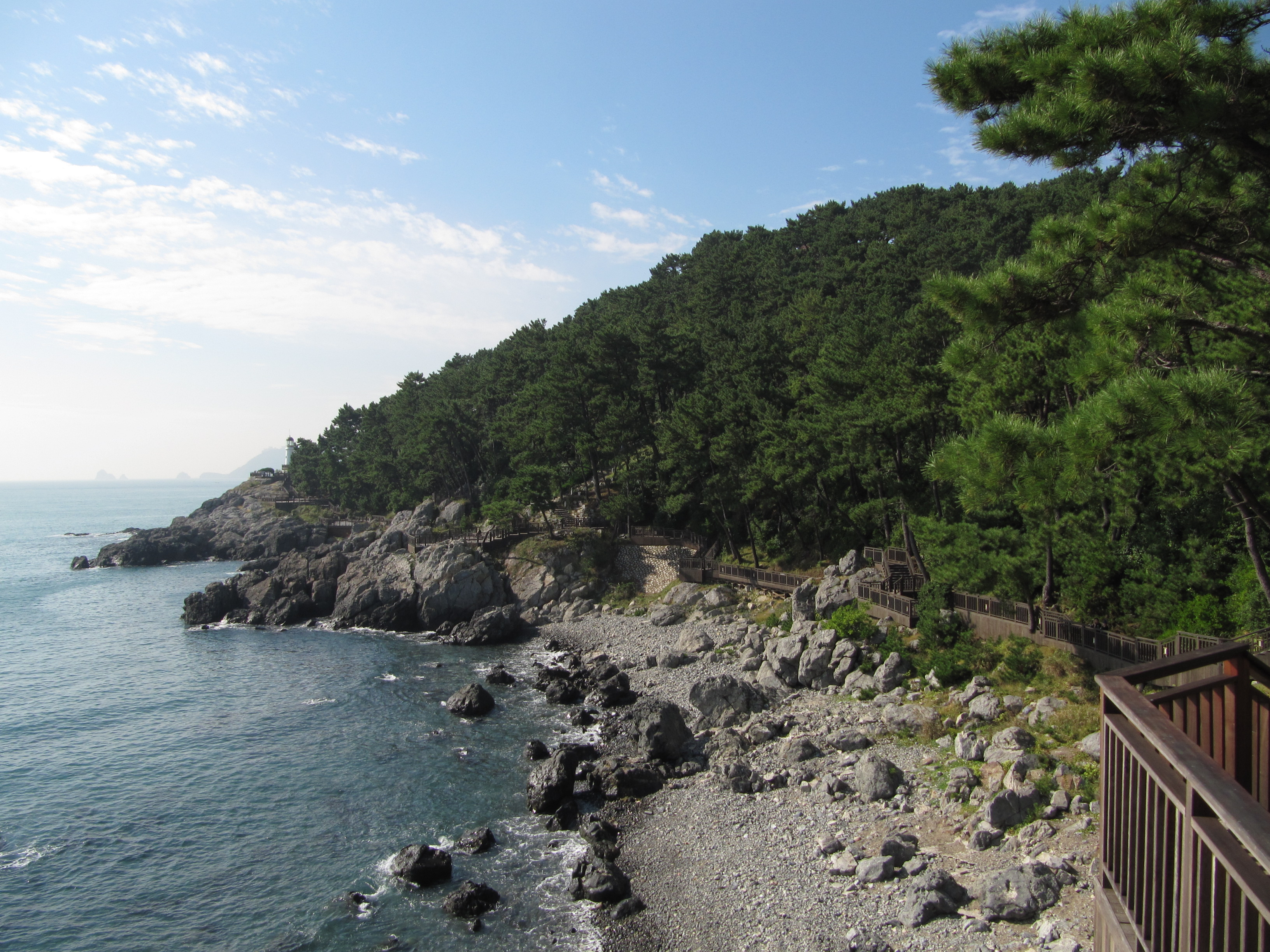
冬柏島

朝鮮八景の一つに数えられるという古くからの景勝地。新羅の文人・崔致遠（号・海雲）が冬柏島（トンベクソム）を訪れて景観を賞し、岩に「海雲台」と彫った（海雲台石刻 (ko:해운대 석각) ）。これが地名の由来とされている。海雲台海水浴場の西端に位置する冬柏島（冬柏公園）には崔致遠の銅像がある。
この地は温泉でも知られ、新羅の真聖女王が湯治を行ったと伝えられる。1897年に海雲台温泉が開発されたことで近代温泉地としての歴史が始まる。長らくひなびた観光地であったが、1994年に観光特区に指定され、大規模な再開発が行われた。
海雲台海岸は水営湾の東側にあり、水営江の河口を挟んで同じ湾の西側には広安里海岸がある。
海雲台石刻と冬柏島は釜山広域市記念物に指定されている。
2019年には韓国で2番目の高さとなるビルを含む超高層ビル群、海雲台LCT The Sharpが完成している。

## 交通

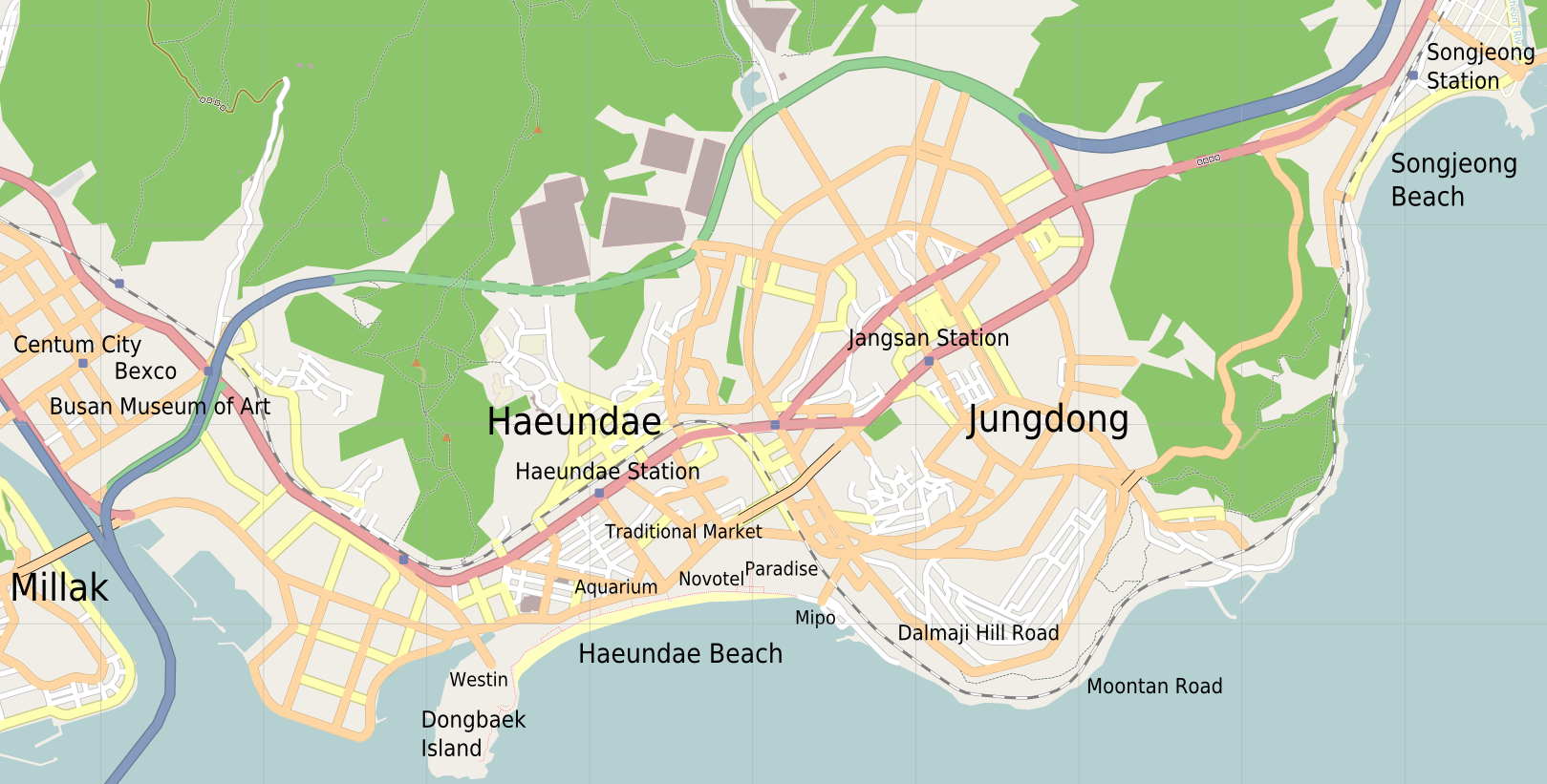
海雲台周辺の地図（英語表記）

鉄道
- 釜山都市鉄道2号線 - 海雲台駅
- KORAIL東海線 - 新海雲台駅

## 施設
- 海雲台市場
- 海雲台温泉
- 冬柏公園
- 釜山アクアリウム
- ヌリマルAPECハウス - 2005年のAPEC会議場
- イビス バジェット アンバサダー 釜山 海雲台
- 新羅ステイ海雲台
- 東横INN釜山海雲台2